# Bouanga
Bouanga est une commune rurale située dans le département de Sourgoubila de la province du Kourwéogo dans la région Plateau-Central au Burkina Faso.

## Géographie
Bouanga se trouve environ à 12 km à l'ouest de Sourgoubila, le chef-lieu du département, et à 4 km au sud-est de Bantogdo.

## Santé et éducation
Le centre de soins le plus proche de Bouanga est le centre de santé et de promotion sociale (CSPS) de Bantogdo tandis que le centre hospitalier le plus proche est le CHU de Yalgado-Ouédraogo dans le secteur 4 de Ouagadougou.